# Down Under
Pour l’article homonyme, voir Down Under (chanson).

Situation géographique de l'Australie.

Le terme Down Under (« en bas, en dessous ») est une expression anglaise utilisée pour désigner l'Australie et la Nouvelle-Zélande ou autre pays insulaire du Pacifique Sud comme les Fidji et Samoa. L'origine de ce terme vient du fait que ces pays se trouvent dans l'hémisphère Sud, « en dessous » de la plupart des autres pays du monde,.
L'habitude prise par les médias anglophones d'utiliser cette expression a mené à son adoption généralisée. La chanson Down Under de 1981 du groupe australien Men at Work a pris la forme d'une musique patriotique instantanément reconnaissable. Le boxeur australien d'origine russe Kostya Tszyu était surnommé la « Foudre d'en-bas » (The Thunder from Down Under), tout comme le joueur de snooker (une variante du billard) Neil Robertson.
Dans le Glossary of Movie Terms de Roger Ebert, la règle du Down Under est qu'« aucun film tourné en Australie n'est autorisé à utiliser le mot « Australie » dans son titre quand « Down Under » peut faire une alternative acceptable. Par exemple, nous n'avons pas The Rescuers in Australia mais The Rescuers Down Under (titre original de Bernard et Bianca au pays des kangourous), ni Quigley in Australia mais Quigley Down Under (titre original de Mr Quigley l'Australien) ».
En français, une expression de signification proche est « aux antipodes », par approximation géographique.